# Companie aeriană

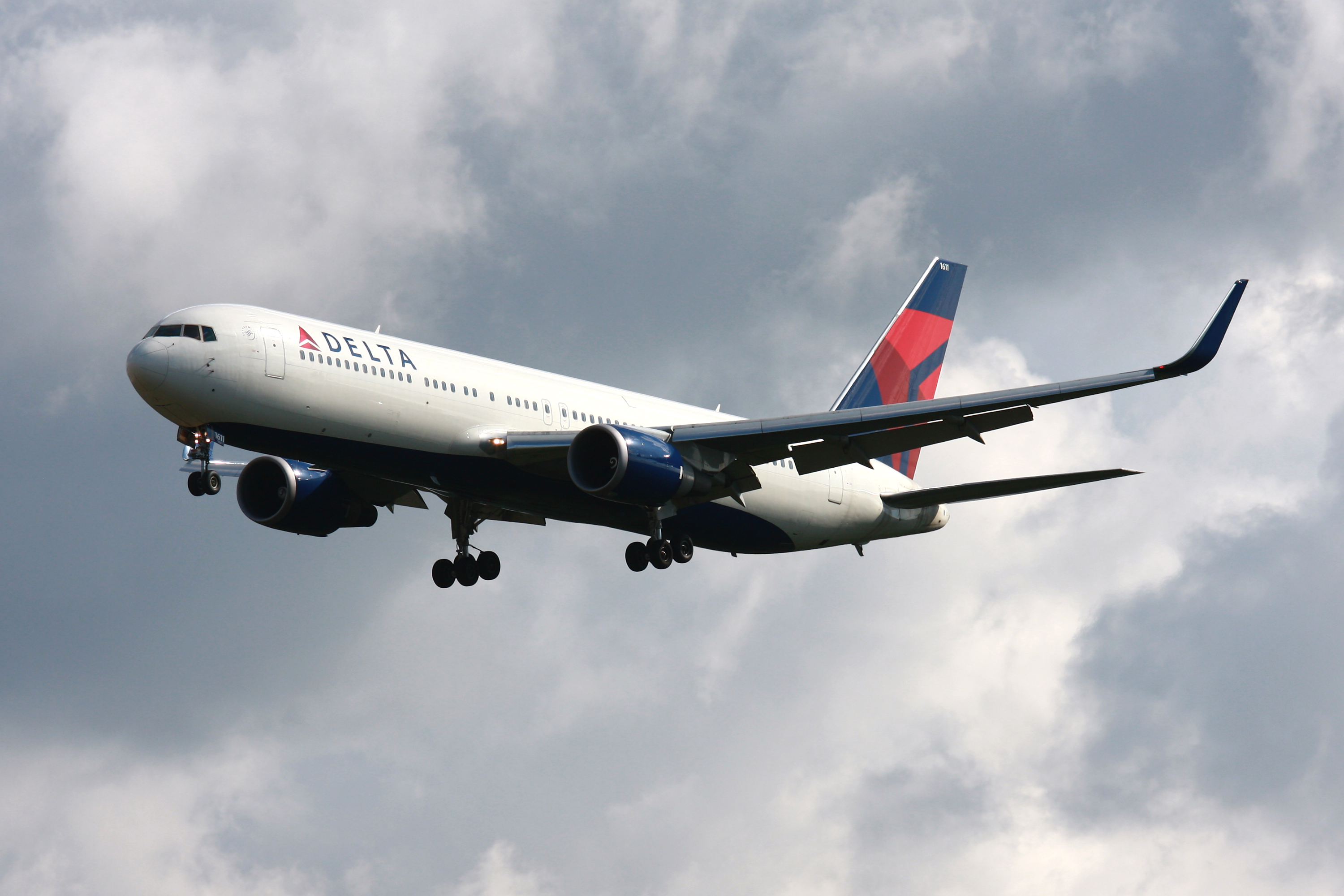
Un Boeing 767-300 al companiei Delta Air

O companie aeriană (în engleză airline, în franceză compagnie aérienne, iar în germană Fluggesellschaft) este o companie care oferă în cadrul aviației civile servicii de transport aerian pentru călători (pasageri) și pentru marfă. Companiile aeriene împrumută prin leasing avioane sau dețin aeronavele lor cu care pot să presteze aceste servicii și pot forma parteneriate sau alianțe cu alte companii aeriene pentru beneficii reciproce. În general, companiile aeriene sunt recunoscute oficial cu un certificat de operare aer sau autorizație de conducere (pilotaj) eliberată de un organism guvernamental în domeniul aviației.
Companiile aeriene variază ca mărime, de la cele cu un singur avion care transportă poștă sau pachete, până la companii aeriene internaționale cu servicii complete, care operează sute de avioane. Serviciile de transport aerian pot fi clasificate ca fiind intercontinentale, intracontinentale, locale, regionale sau internaționale și pot fi exploatate ca servicii sau în regim charter.

## Istoric

### Primele companii aeriene
DELAG, Deutsche Luftschiffahrts-Aktiengesellschaft a fost prima companie aeriană din lume. Ea a fost fondată la 16 noiembrie 1909 cu asistență guvernamentală, și lucra cu aeronave fabricate de Zeppelin Corporation. Sediul central a fost în Frankfurt. Patru din cele mai vechi companii aeriene de non-dirijabile]] care au existat încă sunt Țările de Jos "KLM, Columbia Avianca, Australia Qantas și Republica Cehă. KLM a zburat primul zbor în mai 1920, în timp ce Qantas (nume care vine de la "Queensland și Teritoriul de Nord Aerial Services Limited") a fost fondată în Queensland, Australia, la sfârșitul anului 1920.
Compania Franco–Română de Navigație Aeriană, cu acronimul CFRNA, care a fost prima companie aeriană din România, prima companie aeriană multinațională și prima companie aeriană transcontinentală, a fost fondată în 1920, cu zboruri pe rutele Paris - Strasbourg - Praga - Viena - Budapesta - București - Constantinopol (azi Istanbul). Urmașele de azi ale acestei companii aeriene sunt Air France și TAROM.

### Industria europeană de avioane

#### Începuturile
Cea mai veche companie aeriană cu aripi fixe a fost cu aeronave de transport și de turism, formată de către George Holt Thomas în 1916. Folosind o flotă de foste avioane militare DH.4 A biplane, care au fost modificate de către Royal Air Force pentru a transporta doi pasageri în fuselaj, a operat zboruri de ajutorare între Folkestone și Gent. După război, la 15 iulie 1919, compania a zburat un zbor doveditor peste Canalul Mânecii, în ciuda lipsei de sprijin din partea guvernului britanic. Efectuat de Lt. H Shaw într-un DH.9 între RAF Hendon și Paris - Le Bourget Airport, zborul a durat 2 ore și 30 minute la costul de 21 £ (lire) per pasager.
La 25 august 1919, compania a folosit un avion DH.16s instaurând ca pionier un serviciu regulat de la aerodromul Hounslow Heath la Le Bourget, primul serviciu regulat de transport internațional din lume. Compania aeriană a câștigat repede o reputație de fiabilitate, în ciuda problemelor de vreme rea și a început să stârnească o competiție europeană. În noiembrie 1919 a câștigat primul contract britanic civil "par avion". Șase aeronave Royal Air Force DH.9A au fost împrumutate companiei, pentru a opera serviciul de poștă aeriană între Hawkinge și Köln. În 1920, ele s-au întors la Royal Air Force. 
Alți concurenți britanici s-au grăbit să urmeze - compania Handley Page transport a fost înființată în 1919 și a folosit un avion transformat din un bombardier pe timp de război, cu o capacitate de 19 de pasageri, pentru a oferi pe ruta Londra - Paris transport de pasageri.
Primele companii aeriene franceze au apărut, de asemenea, și a început să ofere concurență pentru același traseu. Societatea Generală a Transporturilor Aeriene (Société Générale des Transports AERIENS) a fost creată la sfârșitul anului 1919, de către frații Farman și avionul Farman F.60 Goliath a zburat servicii regulate de la Toussus-le-Noble până la Kenley, în apropierea Croydon. O altă companie aeriană franceză timpurie a fost  
Compania olandeză aeriană KLM (Koninklijke Luchtvaart Maatschapij) a făcut primul zbor în 1920, și este cea mai veche companie aeriană care operează continuu din lume. Inființată de aviatorul Albert Plesman, i-a fost acordat imediat un predicat de "regal" de la regina Wilhelmina a Olandei | Regina Wilhelmina]], iar primul zbor a fost de la Croydon Aeroportul, Londra a Amsterdam, folosind avioane închiriate de transport și de turism DH-16, și care a transportat doi jurnaliști britanici și un număr de ziare. În 1921 compania KLM a început servicii regulate.

#### Rationalizarea organizatorică
La începutul anilor 1920, companiile aeriene mici se străduiau să concureze pe celelalte, și astfel a luat naștere o mișcare de raționalizare și consolidare. În 1924, a fost formată compania Imperial Airways din fuziunea Instone Air Company linie, Marine britanic Air Navigation, Daimler Airway și Handley Page Transport Co Ltd., pentru a permite companiilor aeriene britanice să concureze intens și mai acerb companiile aeriene franceze și germane, care primiseră în țările lor subvenții guvernamentale grele. Compania britanică aeriană a fost un pionier în topografie și în deschiderea rutelor aeriene din întreaga lume, pentru a servi părți îndepărtate ale Imperiul Britanic și în a spori comerțul și integrarea.
Primul avion de pasageri nou comandat de Imperial Airways, a fost Handley Page W8f în 1924. În primul an de funcționare a companiei a fst efectuat transportul a 11.395 de pasageri și a 212.380 scrisori. În aprilie 1925, filmul Lost World a devenit primul film de testare pentru pasagerii unui zbor aviatic, atunci când a fost rulat pe ruta Londra-Paris.
Două companii aeriene franceze, de asemenea, au fuzionat pentru a forma Uniunea Air de la 1 ianuarie 1923, iar aceasta mai târziu a fuzionat cu alte patru companii aeriene franceze pe 7 octombrie 1933, pentru a deveni Air France, al Franței prim purtător aerian de astăzi.
În Germania, Deutsche Luft Hansa a fost creată în 1926 prin fuziunea a două companii aeriene, una dintre ele Junkers Luftverkehr. Luft Hansa (și ca urmare a patrimoniului Junkers) spre deosebire de cele mai multe alte companii aeriene din acel timp, a devenit un investitor major în companii aeriene din afara Europei, în furnizarea de capital la Varig și Avianca. Avioanele germane construite de către Junkers, Dornier, și Fokker au fost printre cele mai avansate din lume la momentul respectiv.

#### Expansiunea globală
În Franța compania Lignes Aériennes Latécoère a inițiat încă înainte de 1920 zboruri între Toulouse și Barcelona. În anii care au urmat au luat naștere multe alte companii de zbor și linii aeriene, ca de exemplu compania franceză „Compagnie des Messageries Aériennes“, britanica Aircraft Transport & Travel, compania elvețiană Ad Astra Aero (devenită apoi Swissair), olandeza KLM.

## Personalul
Personalul de la o "companie aeriană" este format din:
1. Personal tehnic (la "Air France" este folosit acronimul PNT)
2. Personal comercial (la "Air France" este folosit acronimul PNC)
3. Personal la sol

- Echipaj tehnic: avioanele actuale sunt pornite, pilotate, controlate de către doi piloți, dintre care unul are gradul de căpitan. Funcțiuni ca, navigator, mecanic sau inginer de zbor și de radio nu mai sunt actuale.
- Echipaj comercial format din stewardesse responsabile de siguranța pasagerilor și servicii la bord.
- Personalul de la sol:
  - Personal tehnic: de întreținere și de mentenanță
  - Personal comercial: responsabil pentru recepție, vânzare sau înregistrarea pasagerilor.

În Uniunea Europeană, pasagerii beneficiază de un cadru legal extins care reglementează compensațiile în caz de zboruri întârziate sau anulate, pierderea conexiunii, refuzul la îmbarcare ori probleme legate de bagaje. Aceste drepturi sunt prevăzute în Regulamentul (CE) nr. 261/2004 și în alte instrumente europene, iar în ultimii ani au apărut diverse modalități de valorificare a lor, inclusiv prin servicii juridice digitale sau instrumente automate de depunere a cererilor.